# Luana Faro
Luana Faro (Belém, 24 de março de 1990) é uma ginasta brasileira.

## Biografia e carreira
Luana é natural de Belém, no Pará. Ela é filha de Carmen Lilia Faro, ex-ginasta e professora de ginástica rítmica que levou o esporte para o estado do Pará.
Entre 2004 e 2005, a atleta teve a oportunidade de treinar na Bulgária. Ela representou o Brasil nos Jogos Olímpicos de Pequim 2008, onde a equipe brasileira terminou a competição de ginástica na 12.ª e última colocação. Luana primeira ginasta paraense a disputar uma Olimpíada.